# Como 1907
Il Como 1907, noto più semplicemente come Como, è una società calcistica italiana con sede nella città di Como. Milita in Serie A, la massima divisione del campionato italiano.
Il Como ha disputato 37 campionati di Serie B e 15 campionati di Serie A: il suo miglior risultato di sempre fu il sesto posto ottenuto al termine della sua prima stagione in massima serie, nell'edizione 1949-1950.
La tradizione sportiva del principale sodalizio calcistico comense, la 26ª a livello nazionale secondo i criteri della FIGC, iniziò nel 1907 con la nascita del Como Foot-Ball Club. Quest’ultimo, dopo le fusioni con il Club studentesco Minerva nel 1911 e con l'Esperia nel 1926, divenne l'Associazione Calcio Comense, rinominata poi Associazione Sportiva Como nel 1936. Nel 1938, dalla fusione con l'A.S. Ardita di Rebbio, nacque la Sportiva Como, divenuta poi Associazione Calcio Como e infine Como Calcio S.p.A. nel 1970.
Quest’ultima venne dichiarata fallita nel 2004 e ad essa subentrò la Calcio Como S.r.l., a sua volta dichiarata fallita nel 2016 e gestita in esercizio provvisorio fino al 2017, quando l'attività sportiva è stata rilevata all'asta dalla F.C. Como S.r.l.. Nell'estate 2017, a causa di alcune pendenze non onorate, la FIGC ha però respinto la domanda di attribuzione del titolo sportivo della vecchia società fallita alla F.C. Como S.r.l., escludendo di conseguenza il Como dai campionati professionistici; la squadra è stata quindi rifondata con l'attuale denominazione, ripartendo dalla Serie D.
Il Como si pone al 32º posto nella classifica perpetua della Serie A e al 13º posto nella classifica perpetua della Serie B.

## Storia

### Dalla fondazione agli anni 1920
La nascita del calcio a Como avvenne ufficialmente nel 1907, più precisamente il 25 maggio, con la società del Como Foot-Ball Club, fondata da un comitato di soci riunito presso il bar Taroni, sito nella centrale via Cinque Giornate, prima sede della società lariana.
Nei primi anni successivi alla sua fondazione, il Como disputò incontri amichevoli e tornei a carattere locale, battendosi con squadre milanesi (U.S. Milanese, Libertas, Unitas e Juventus Italia) e svizzere (Chiasso, Lugano e Bellinzona). Il 1º ottobre 1911 venne inaugurato il campo da gioco di via dei Mille con le gare amichevoli Internazionale-U.S. Milanese (8-0) e Como-Bellinzona (3-1).

Una delle prime formazioni del Como nel 1910.

Nel 1912, dopo la fusione con il Club studentesco Minerva, partecipò alle qualificazioni per l'ammissione al campionato di Prima Categoria, ma il 20 ottobre, al primo turno giocato a Torino, venne sconfitto per 3-1 dal Savona. Il Como fu perciò iscritto al girone lombardo di Promozione, giocando il 17 novembre del 1912, sul campo di via dei Mille, il suo primo incontro, vinto per 5-0 contro il Brescia.
Il primo livello del campionato fu comunque raggiunto l'anno seguente, quando la squadra fu ammessa alla Prima Categoria. Nel 1914-1915 chiuse il girone di qualificazione al secondo posto, alle spalle dell'Inter, qualificandosi alle semifinali nazionali.
Al termine del conflitto mondiale riprende anche l'attività agonistica, con il Como sempre in Prima Categoria. Gli anni Venti si aprono con l'organizzazione della Coppa Gorio, in memoria del capitano lariano caduto in guerra, e sono caratterizzati dall'accesa rivalità con l'altra squadra cittadina, l'Esperia, che, vincendo i campionati inferiori, arrivò a militare anch'essa in Prima Categoria. L'Esperia ottenne poi anche, per una stagione, l'accesso alla Serie superiore (Prima Divisione 1922-1923).
Il Como restò in Prima categoria fino al 1922, quando, il 2 luglio, perse per 2-1 contro il Piacenza il turno preliminare degli spareggi per partecipare alla nuova Prima Divisione, istituita in seguito al compromesso Colombo che riunificò i campionati. La squadra venne inserita in Seconda Divisione e, dal 1926, con la successiva riorganizzazione dei campionati, in Prima Divisione.
Nel campionato di Seconda Divisione 1923-1924, col ritorno dell'Esperia, si tornò a giocare il derby cittadino, in cui prevalsero gli azzurri sia nel girone d'andata sia in quello di ritorno, mentre nella stagione 1924-1925, quando il Como giocò i primi derby provinciali con la Canottieri Lecco, oggi Calcio Lecco, il F.C. Como arrivò anche a sfiorare la promozione in Prima Divisione, perdendo proprio l'ultima partita delle finali contro l'Udinese.
Nel 1927, quando i due club del Como F.B.C. e dell'Esperia si fusero assumendo la denominazione di Associazione Calcio Comense, venne inaugurato l'attuale impianto Giuseppe Sinigaglia con la disputa di un incontro internazionale vinto da una selezione austriaca per 3 a 1 su una selezione lombarda e con l'organizzazione della Coppa Alessandro Volta. La nuova società vinse la manifestazione, eliminando per 3-0 in semifinale l'Inter (che nella finalina di questo torneo fece esordire il diciassettenne Giuseppe Meazza) e battendo per 1-0 in finale il Genoa di De Prà, De Vecchi e Levratto. Con la nuova denominazione societaria seguì anche un cambio nei colori sociali, cambiati, dalle tradizionali casacche bianco-azzurre dell'A.C. Como e bianco-stellate dell'Esperia, nel colore rosso che resterà in auge per un decennio.
Nel 1928 l'A.C. Comense conquistò la Coppa Turati riservata alle formazioni lombarde, sconfiggendo il Brescia per 2-0 nella ripetizione della finale (il primo incontro si era chiuso 3-3 dopo i tempi supplementari). Nel campionato di Prima Divisione 1929-1930 la squadra, che non era stata subito ammessa alla nuova Serie B, sfiorò la promozione, dopo un lungo duello con il Derthona risoltosi all'ultima giornata con una decisione a tavolino del Giudice sportivo.

### Gli anni 1930 e 1940
L'annata in Prima Divisione 1930-1931 restò negli annali per l'Associazione Calcio Comense, in quanto con Lukas in panchina iniziò una marcia trionfale verso la promozione in Serie B in cui la squadra concluse imbattuta sia nella regular season che nella fase per gli spareggi-promozione, segnando 90 reti in 32 incontri e incassandone solamente 24. L'anno successivo, alla prima esperienza in Serie B i comaschi conquistarono una tranquilla salvezza concludendo al nono posto con il giovane Romano capocannoniere lariano.
Negli anni successivi, tra i cadetti, i lariani rimasero quasi sempre tra le prime posizioni in classifica arrivando sesti nel 1932-33 e quarti nel 1933-34, in quest'ultimo caso giocandosi col Bari l'ammissione al girone finale per la promozione in Serie A.
La seconda metà degli anni 1930 fu segnata da un paio di retrocessioni consecutive, a partire da quella in Serie C al termine della stagione 1934-35, conclusasi con vari avvicendamenti in panchina da Baloncieri a Ceverini III, fino ad arrivare in Prima Divisione Lombarda nel 1936.
Nella stagione di Prima Divisione 1936-1937, durante un'assemblea dei soci furono messi in atto alcuni importanti cambiamenti, tra i quali il ritorno all'antica denominazione di Associazione Calcio Como e all'azzurro come colore sociale, mentre, dal campionato successivo iniziò una parziale ripresa che porterà i comaschi, dopo due anni di assenza, in Serie C fino all'avvento della seconda guerra mondiale.
Durante gli anni della Serie C, il Como vide il lancio di giovani giocatori destinati a entrare nella storia come Antonio Cetti e Armando Varini oltre a Moresi e Panzieri, mentre nella stagione di Serie C 1942-1943 i lariani si giocarono la promozione in Serie B fino all'ultima giornata contro il Lecco, che alla fine del campionato riuscirà a prevalere, pur restando nella serie cadetta per una stagione appena.
Nel 1945 il Como conquistò il suo trofeo più prestigioso, il Torneo Benefico Lombardo che, in mancanza di un campionato a livello nazionale, vedeva partecipare Milano, Ambrosiana-Inter e, con altre formazioni lombarde, anche il Novara.
Dopo la guerra, la squadra fu ammessa alla Serie B, in cui rimase per tre anni lottando quasi sempre per le posizioni di vertice fino a conseguire la promozione in Serie A nel 1949 con Mario Varglien allenatore, e con Ercole Rabitti e Mario Stua trascinatori insieme al giovane esordiente Cardani.

### Gli anni 1950 e 1960
La prima esperienza per il Como nella massima serie durò quattro anni; il primo anno di militanza in Serie A fu coronato da un sorprendente sesto posto ex aequo col Torino. Dopo una tranquilla salvezza ottenuta nel 1950-1951, nella sua terza annata il Como si trovò addirittura per l'unica volta della sua storia a essere capolista solitario della Serie A quando il 23 settembre 1951, dopo la terza giornata del campionato 1951-1952, fu l'unica squadra rimasta a punteggio pieno, precedendo di una lunghezza Inter, Juventus, Milan e Napoli.
La squadra entrò tuttavia in una profonda crisi di risultati che la fece sprofondare nelle parti basse della classifica, ma riuscì alla fine a salvarsi grazie ai gol di Giuliano Giovetti e a Mario Bergamaschi, che vestirà anche l'azzurro della nazionale; la stagione seguente il Como non riuscirà comunque ad evitare la retrocessione in Serie B, dovuta principalmente alla partenza dello stesso Giovetti e uno scarso rendimento in trasferta, con 3 pareggi e restanti sconfitte in 17 gare.
Tornato in Serie B nel 1953, vi rimase per un decennio, disputando una serie di sette campionati di vertice con l'allenatore argentino Hugo Lamanna, che nella stagione 1955-1956 arrivò al terzo posto finale a pari merito col Monza dopo un inizio non esaltante; fu grazie a lui che si iniziò una politica di valorizzazione dei giovani, tra i quali il giovane talento Luigi Meroni oltre a Bruno Ballarini e a Candido Beretta.

Una formazione del Como nella stagione 1962-1963.

Dal 1960 in poi, dopo l'addio di Hugo Lamanna, la squadra cominciò a disputare campionati sofferti per un quadriennio, con Giuseppe Baldini in panchina nel 1961 fino ad arrivare a Pedersen, il tutto sempre insieme al direttore sportivo Guido Cappelli. Durante quel periodo, inoltre, la squadra, insieme ad altre del campionato italiano, partecipò a titolo della Lega Nazionale alla Coppa dell'Amicizia, contribuendo alla vittoria della Lega italiana contro la Lega francese nelle edizioni del 1960 e del 1961; in quest'ultima, in particolare, il Como diede un contributo decisivo al successo italiano strappando alla squadra del Sochaux tre punti su quattro.
La permanenza nella serie cadetta si interruppe in seguito al cosiddetto "caso Bessi": all'inizio del campionato 1962-1963 la società azzurra aveva schierato per cinque partite il difensore Paolo Bessi, appena acquistato dalla squadra del Tau Altopascio, senza sapere che il giocatore non aveva terminato di scontare una squalifica inflittagli dal Comitato Regionale Toscana della Lega Nazionale Dilettanti. Salvatosi sul campo, il Como fu così punito con cinque sconfitte a tavolino che lo condannarono alla retrocessione in Serie C.
Il primo anno di Serie C nel campionato 1963-1964, vide la squadra ringiovanita e totalmente rinnovata che concluse al terzo posto davanti a Savona e Reggiana con Vinicio Viani in panchina, poi, nella stagione successiva con l'acquisto di Albino Cella vincitore della classifica cannonieri, la squadra comasca si giocò il primato fino alla ventitreesima giornata quando, a seguito di un pareggio casalingo contro il Novara, iniziò un crollo che fece concludere il Como al quinto posto.
La stagione 1965-66, segnata anch'essa da vari cambiamenti nella rosa, i comaschi non andarono oltre il terzo posto, poi, nel 1967 la squadra, allenata da Mario Trezzi, chiuse il torneo di Serie C nel girone A al primo posto, ma a pari punti con il Monza: si rese perciò necessario uno spareggio che fu disputato a Bergamo il 4 giugno e vide i biancorossi brianzoli prevalere per 1-0. L'anno seguente un Como in buona parte rinnovato, ma ancora guidato dallo storico capitano Bruno Ballarini, recordman di presenze in campionato con la maglia azzurra, conquistò nuovamente il primo posto solitario e la conseguente promozione in Serie B con Franco Viviani in panchina.
Il ritorno tra i cadetti venne onorato dal Como con un brillante sesto posto e con un trascinante Vannini, prelevato dall'Entella, e che diede alla squadra il rilancio tra i professionisti con fior di risultati, mentre, nel campionato successivo emersero parecchie sofferenze dovute alla partenza di Viviani e al fallimento di Roberto Lerici, sostituito in panchina poi da Maino Neri, che porterà rinforzi quali Claudio Correnti e De Nardi, di cui il primo sarà una colonna nonché capitano del Como anche negli anni seguenti, mentre De Nardi rimarrà carneade ove al termine di questa turbolenta annata i comaschi arrivarono tredicesimi.

### Gli anni 1970 e 1980

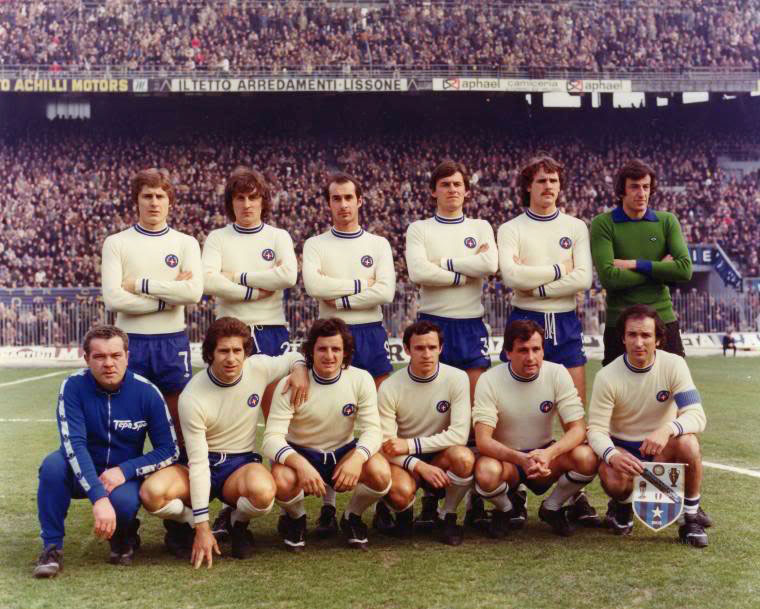
Una formazione del Como nella stagione 1975-1976.

Dopo alcuni buoni campionati nella serie cadetta, dal 1970 in poi, i lariani stazionarono nelle posizioni di media classifica con Eugenio Bersellini in panchina insieme al giovane Vallongo superstar e una poco felice partecipazione al Torneo Anglo-italiano del 1973.
Dalla stagione di Serie B 1973-1974 con l'avvento di Giuseppe Marchioro in panchina, la squadra azzurra tornò tra le grandi della cadetteria grazie alle parate del portiere Antonio Rigamonti e il lancio del giovane terzino Vito Callioni, poi, nel 1975, sempre sotto la guida tecnica di Marchioro e con l'apporto dell'astro nascente Marco Tardelli, giunse la seconda promozione in Serie A, dove però, nonostante gli sforzi di giocatori come Alessandro Scanziani e il portiere-rigorista Antonio Rigamonti, la squadra rimase solo per una stagione per poi retrocedere in Serie B dove in quei due anni di militanza in cadetteria nel primo anno dopo un buon inizio, la squadra andò alla deriva concludendo al sesto posto al termine della stagione, poi, nel campionato di Serie B 1977-1978 ci fu un'annata disgraziata che terminò con la retrocessione in Serie C1 segnata da vari cambi in panchina partendo da Rambone rimasto in sella fino alla tredicesima giornata e poi con Luis Suárez e Narciso Pezzotti subentrato alla venticinquesima giornata fino al termine del campionato.
Scivolati in Serie C1 nel 1978, i lariani, nuovamente allenati da Marchioro affiancato dal d.s. Lamberti, ottennero subito due promozioni consecutive con Adriano Lombardi protagonista e restarono in Serie A per due stagioni (1980-1982) grazie a una squadra profondamente rinnovata e ad alcuni giocatori destinati a una grande carriera, tra i quali Pietro Vierchowod. Il club azzurro ha partecipato alla Coppa Mitropa nel 1980-1981, non riuscendo a conquistare il trofeo solo per la differenza reti, e al Torneo di Capodanno del 1981 (unica edizione), finendo eliminato al primo turno, ma ottenendo con Ezio Cavagnetto (2 gol) il primato ex aequo in classifica cannonieri. L'anno successivo in Serie A sarà segnato dalla retrocessione in Serie B con l'ultimo posto in classifica.

Una formazione del Como nella stagione 1981-1982.

Nel campionato di Serie B 1982-1983, i lariani partiti con programmi non ambiziosi, e confezionando una serie di pareggi si trovarono al termine del campionato a disputare gli spareggi per il ritorno in Serie A contro Catania e Cremonese perdendoli e sfumando il sogno dell'immediato ritorno nella massima serie, poi, nel 1984 il Como, sempre allenato da Tarcisio Burgnich, tornò nuovamente nella massima serie, dove rimase per cinque campionati: fu questo il periodo di maggior successo del club, che il primo anno raggiunse una sofferta salvezza eguagliando il record ottenuto dal Milan nella stagione 1968-69 di sole due reti subite nelle partite giocate in casa. Nel 1986 il Como sfiorò la finale di Coppa Italia, dopo aver eliminato la Juventus negli ottavi e il Verona campione d'Italia nei quarti. Nella doppia semifinale contro la Sampdoria, dopo aver ottenuto un 1-1 a Genova, al Sinigaglia gli azzurri stavano conducendo per 2-1 nel corso dei tempi supplementari, quando un oggetto lanciato dagli spalti ferì l'arbitro Giancarlo Redini: la partita fu sospesa e la vittoria venne poi assegnata per 2-0 ai blucerchiati. Le ottime giocate di Dan Corneliusson e di Stefano Borgonovo portarono nel 1986 la squadra al nono posto in campionato, e al decimo in quella successiva, ma con molti meno gol segnati, con una formazione che aveva il suo punto di forza nella difesa diretta dal roccioso Pasquale Bruno e che si dimostrò una delle migliori del campionato.

### Gli anni 1990 e 2000
Le due retrocessioni consecutive che portarono la squadra in C1 nel 1990 (nonostante la società avesse allestito per il 1989-1990 una rosa che sembrava poter puntare alla promozione in A) furono la causa di un decennio anonimo per il Como, che si trovò a galleggiare per quasi tutti gli anni 1990 in Serie C1, Tuttavia, verso la fine del decennio precedente, tra il 1985 e il 1989, si era investito molto nel settore giovanile, che andava ora plasmando calciatori del calibro di Marco Simone (acquistato poi dal Milan), un giovanissimo Gianluca Zambrotta (futuro campione del mondo nel 2006 in Germania). Unica eccezione di quegli anni anonimi fu il campionato di Serie B 1994-1995. Nel 1997, inoltre, il Como conquistò la Coppa Italia di Serie C, battendo nella doppia finale la Nocerina (2-0 per i campani all'andata e 4-0 per i lombardi al ritorno).
Dopo alcuni tentativi andati a vuoto, nel 2001 la società, guidata dal presidente Enrico Preziosi, ottenne la sospirata promozione in Serie B, che venne funestata da un drammatico episodio accaduto negli spogliatoi al termine della gara Como-Modena (1-0) del 19 novembre 2000 tra il capitano lariano Massimiliano Ferrigno e il giocatore modenese Francesco Bertolotti. Ferrigno colpì con un pugno il giocatore del Modena che cadde malamente a terra, ferendosi alla testa. Bertolotti restò a lungo in pericolo di vita e fu costretto al ritiro mentre Ferrigno venne squalificato per tre anni da qualsiasi campionato.

L'allenatore Marco Tardelli (al centro), già calciatore lariano nella stagione 1974-1975, festeggia con la squadra la vittoria nella finale play-off del campionato di Serie C1 1993-1994 e conseguente promozione in Serie B.

L'anno successivo il Como, benché neopromosso, ottenne la promozione in Serie A (ancora insieme con il Modena) con 74 punti (record per il campionato a venti squadre). Gran merito del doppio salto è da attribuirsi all'allenatore Loris Dominissini che guidò la squadra nei due campionati vincenti, ma che non riuscì a ripetersi l'anno successivo. L'avventura in Serie A durò, infatti, una sola stagione, nonostante l'acquisto di numerosi giocatori di categoria e di esperienza e l'arrivo a stagione in corso al posto di Dominissini dell'esperto tecnico Eugenio Fascetti. La crisi continuò l'anno dopo in Serie B con la cessione del club da parte del presidente Preziosi e una nuova retrocessione in Serie C1, seguita da un'ulteriore retrocessione in Serie C2 dopo aver perso i play-out con il Novara (1-2 e 0-0).
Questa tripla retrocessione causò una profonda crisi finanziaria, già segnata il 22 dicembre 2004 con il fallimento, che obbligò la nuova società, il Calcio Como, a iscriversi, anziché alla Serie C2, alla Serie D (girone B). Per la prima volta dal 1938, i lariani si ritrovavano fuori dai campionati professionistici. Nei primi due campionati disputati in Serie D la squadra raggiunse i play-off promozione senza però riuscire a conquistare la C2, nonostante presentasse un organico con vari elementi di categoria superiore. Nel 2006, infatti, la gara di semifinale dei play-off contro la Tritium a Trezzo sull'Adda fu sospesa per lancio di oggetti in campo da parte dei tifosi lariani e al Como venne assegnata la sconfitta per 3-0 a tavolino; nel 2007, invece, il Como perse la finale dei play-off contro l'USO Calcio per 4-2 dopo i tempi supplementari. Il 2007 è stato anche l'anno del centenario, celebrato con una festa di tre giorni, una mostra e un libro.
Il torneo 2007-2008 vide il Como protagonista di un lungo duello con la Tritium, che alla fine del girone di andata vedeva favoriti i rivali di Trezzo sull'Adda, in vantaggio di sette punti. Ma nel girone di ritorno la Tritium perse tutto il margine accumulato e venne raggiunta e superata dai lariani, che venivano promossi alla serie superiore, tornando così fra i professionisti. Inoltre, il 16 aprile 2008, pareggiando 1-1 con la Colligiana e grazie al 2-0 ottenuto il 9 aprile a Como, il Como conquistò la Coppa Italia Serie D.

Una formazione del Como vincitore del campionato di Serie B 2001-2002.

Nella stagione 2008-2009, giocata in Lega Pro Seconda Divisione, il Como ha disputato un campionato sempre nella parte alta della classifica, ma mai al vertice. Con un rendimento in crescendo nelle ultime partite, raggiungeva il terzo posto finale e il diritto di giocare i play-off. Affrontava prima il Rodengo Saiano nella doppia semifinale (1-1 esterno e 0-0 in casa) e si qualificava per il migliore piazzamento in classifica; sconfiggeva poi l'Alessandria nella doppia finale (vittoria interna per 2-1 ed esterna per 2-0) e conquistava la seconda promozione consecutiva, salendo così in Lega Pro Prima Divisione.
Nel 2009-2010 il Como è sempre rimasto nelle retrovie della classifica, anche se in costante miglioramento nel girone di ritorno, tanto che nelle ultime giornate superava le dirette rivali e usciva dalla zona play-out. La certezza matematica della salvezza arrivava all'ultima partita, con la vittoria per 2-0 nel derby del Lario, risultato che nello stesso tempo condannava il Lecco alla retrocessione nella serie inferiore.

### Gli anni 2010 e 2020
Il campionato 2010-2011 ha visto un Como nelle ultime posizioni di classifica fino al termine del girone di andata. Nel ritorno, invece, la squadra infilava una serie di undici risultati utili consecutivi che la portava a un passo della zona play-off. Dopo un calo nelle ultime giornate, il Como chiudeva il campionato a metà classifica.
Nel torneo 2011-2012, al contrario, dopo un girone d'andata in cui era sempre stato in zona play-off, il Como riusciva a raggiungere la salvezza soltanto all'ultima giornata. Anche il successivo campionato 2012-2013 vedeva il Como uscire dalla zona play-out, e salvarsi, solo nell'ultima partita.
Migliore il cammino della squadra lariana nel torneo 2013-2014, durante il quale si è sempre trovata nella zona medio-alta della classifica. Con una sola vittoria nelle ultime sette partite, però, riusciva a qualificarsi per i play-off nella penultima posizione disponibile e veniva eliminata al primo turno dal Südtirol dopo i calci di rigore.
Nella stagione 2014-2015, dopo alcuni alti e bassi e un cambio d'allenatore (esonerato Giovanni Colella, subentrato Carlo Sabatini), gli azzurri chiudono la stagione regolare del girone A in quarta piazza, qualificandosi ai play-off promozione. Nei quarti di finale dei play-off il Como affronta e batte in trasferta il Benevento, seconda classificata nel girone C. In semifinale i lariani eliminano ai rigori il Matera, terzo classificato nel girone C, dopo il doppio 1-1 della gara di andata e ritorno. In finale (7 e 14 giugno 2015) il Como affronta il Bassano Virtus (secondo classificato del girone A), che sconfigge all'andata per 2-0 in casa; il pareggio per 0-0 nella gara di ritorno disputata a Bassano del Grappa sancisce infine il ritorno in Serie B dei lariani, dopo oltre un decennio di assenza.
La stagione in serie cadetta si rivela insoddisfacente: il Como trascorre infatti l'intero campionato a fondo classifica e infine, a seguito della sconfitta interna contro la Ternana, retrocede in Lega Pro con tre giornate d'anticipo sulla fine del calendario regolare. A complicare la situazione interviene nel mese di aprile un'ordinanza del tribunale di Como che, ravvisando condizioni anormalmente passive e foriere di insolvenza nello stato patrimoniale del sodalizio azzurro, demanda alla locale procura della Repubblica l'apertura di accertamenti in merito (ingiungendo inoltre di sollevare l'ex presidente Enzo Angiuoni da una garanzia fideiussoria di 700 000 euro sul mutuo acceso per la ristrutturazione del centro sportivo di Orsenigo).
Nell'estate 2016 la Covisoc concede al Como il nullaosta per l'iscrizione alla Lega Pro e la squadra si raduna regolarmente nel ritiro di Sondalo; tuttavia in data 23 luglio il tribunale cittadino accoglie l'istanza di fallimento formalizzata dalla procura contro la società, adducendo a motivazione lo stato debitorio nei confronti di varie entità pubbliche e private e ponendo la società in esercizio provvisorio sotto la direzione del curatore Francesco Di Michele. La dirigenza azzurra si oppone a tale sentenza, definita sproporzionata a cospetto della situazione patrimoniale sociale (anche in relazione allo stato contabile di varie altre società professionistiche italiane), affermando di aver prodotto tutte le garanzie certificanti la possibilità di espletare la continuità d'esercizio. Il 6 dicembre successivo il ricorso presentato dalla proprietà viene tuttavia rigettato dalla Corte d'Appello di Milano. Vengono pertanto indette tre aste fallimentari (inclusive di tutti i diritti sportivi e debiti sociali), che si concludono senza acquirenti. Al quarto incanto, il 16 marzo 2017, il club viene infine aggiudicato all'unica offerta pervenuta: quella di 237 000 euro da parte della neocostituita società F.C. Como s.r.l., intestata ad Akosua Puni, moglie del calciatore Michael Essien. Il rogito viene firmato il 30 marzo seguente.
In campionato la squadra, guidata da Fabio Gallo, chiude la stagione regolare al 7º posto nel girone A di Lega Pro e successivamente esce al primo turno dei play-off promozione contro il Piacenza. A fine maggio la nuova proprietà nomina allenatore Mark Iuliano e Nello de Nicola direttore sportivo.
Nel mese successivo tuttavia la situazione precipita repentinamente: l'F.C. Como infatti, nonostante diverse rassicurazioni da parte della dirigenza, non provvede a onorare alcune pendenze (stipendi e contributi arretrati, documentazione, fideiussione) necessarie per chiedere la ri-affiliazione alla FIGC e potersi re-iscrivere alla Serie C (nuovo nome della Lega Pro). Il 30 giugno 2017 la FIGC respinge pertanto ufficialmente la domanda di attribuzione del titolo sportivo della vecchia società fallita alla F.C. Como S.r.l., escludendo di conseguenza il Como dai campionati professionistici e svincolando i giocatori ancora sotto contratto.
A seguito di tali circostanze, nella prima decade di luglio 2017 il sindaco del capoluogo lariano Mario Landriscina si avvale dell'art. 52 comma 10 delle Norme organizzative interne FIGC (NOIF), inerente al trasferimento del titolo sportivo di una squadra disaffiliata, nominando una commissione atta a esaminare le proposte dei soggetti interessati alla rifondazione del club e alla sua reiscrizione a un campionato dilettantistico. Al termine della procedura di valutazione, tale commissione comunale seleziona la cordata capeggiata da Nicastro Group (composta dagli imprenditori Massimo Nicastro, Roberto Renzi, Enzo Angiuoni e dai dirigenti Roberto Bellotti e Roberto Pruzzo), la quale costituisce il Como 1907 s.r.l., poi ammesso in soprannumero al girone A del campionato di Serie D 2017-2018, rilevando la tradizione sportiva azzurra.
Guidati in panchina dal tecnico Antonio Andreucci (reduce da esperienze al Campodarsego e alla Triestina) e in campo dal capitano Davide Sentinelli, i "nuovi azzurri" partono a fatica, ma riescono progressivamente ad acquisire costanza di rendimento e a proporsi come squadra di vertice: il girone di ritorno vede quindi il Como ingaggiare un duello col Gozzano per la posizione di capolista e la promozione diretta in Serie C. Lo scontro diretto del 35º turno allo stadio Giuseppe Sinigaglia si risolve in un pareggio per 0-0, lasciando i lariani a due punti di distacco dalla piccola realtà piemontese. All'ultima giornata, disputata il 6 maggio, il Gozzano perde per 1-2 in casa contro l'Arconatese, ma vince ugualmente il girone a causa del simultaneo pareggio a reti inviolate tra Folgore Caratese e Como, che relega gli azzurri ai playoff. Negli spareggi post-stagionali il Como elimina la Pro Sesto in semifinale e quindi il Chieri in finale, acquisendo la seconda posizione nella graduatoria successivamente stilata per gli eventuali ripescaggi nella serie superiore, ai quali però non viene ammesso per la mancata presentazione della fidejussione richiesta.
L'obiettivo della promozione in Serie C viene conseguito l'anno seguente: affidati al tecnico Marco Banchini, gli azzurri trovano il proprio avversario nel Mantova, a lungo capolista del girone B. Gli scontri diretti vedono il Como perdere all'andata e vincere al ritorno, ma il campionato si risolve de facto alla 30ª giornata, allorché i comensi battono il Caravaggio, mentre i virgiliani escono sconfitti dal campo di Rezzato, passando al secondo posto con due punti di distacco. La vittoria e l'accesso alla terza serie diventano matematici alla penultima giornata, quando alla vittoria del Como sulla Virtus Bergamo fa riscontro il pareggio tra Mantova e Sondrio, portando il divario a quattro punti. Frattanto, il 4 aprile 2019 il club viene acquisito dalla società londinese SENT Entertainment Ltd, dietro la quale si rivela esserci l'indonesiana Djarum.
Il 26 febbraio 2020 viene inaugurata Como TV, la OTT della società che trasmette conferenze stampa, allenamenti, interviste e le partite di qualificazione sudamericana CONMEBOL ai mondiali 2022. Successivamente il Como partecipa a due campionati di Serie C, il primo dei quali interrotto a causa della pandemia da COVID 19. Nella stagione 2020-2021 i lariani, guidati prima da Marco Banchini e poi da Giacomo Gattuso, vincono il girone A della Serie C con una partita d'anticipo, affermandosi nello scontro diretto contro la concorrente Alessandria, e tornano così in Serie B dopo cinque anni d'assenza. Nell'estate 2021 lo stadio Sinigaglia subisce pertanto un intervento di adeguamento alla Serie B con il rifacimento del campo, l'installazione di seggiolini e delle tecnologie VAR e Goal Line Technology.
L'annata 2021-2022 del Como (alla cui guida è confermato Gattuso) si conclude con una tranquilla salvezza in serie cadetta classificandosi al tredicesimo posto, il miglior risultato dell'ultimo ventennio in cadetteria. Il risultato viene bissato nella stagione 2022-2023, con i comaschi che chiudono ancora la stagione in tredicesima posizione sotto la guida di Moreno Longo, subentrato a Gattuso (il quale aveva dovuto lasciare la squadra per via di problemi personali); in questa annata si registra anche l'arrivo di Cesc Fàbregas, che gioca in maglia azzurra l'ultima stagione da calciatore, rilevando al contempo parte delle quote societarie. Dopo il ritiro, gli viene affidata la guida della squadra Primavera.
Nella stagione 2023-2024 la squadra, inizialmente affidata ancora a Longo, parte bene e si issa nelle prime posizioni; ciononostante il 13 novembre la società decide di esonerare il tecnico e affidare la panchina a Fàbregas, il quale è però sprovvisto del patentino necessario per allenare. Scaduta la deroga concessagli, il 20 dicembre il Como indica come capo allenatore il gallese Osian Roberts, con Fàbregas formalmente "riposizionato" a suo vice. La squadra azzurra termina la stagione al secondo posto che vale il ritorno in Serie A dopo 21 anni: decisive sono state le ultime tre partite, con la vittoria per 2-1 sul Cittadella e i pareggi prima per 0-0 a Modena e poi per 1-1 con il Cosenza, che hanno determinato i tre punti di vantaggio sul Venezia, classificatosi in terza posizione. Dopo quindi 21 anni nelle serie minori, il Como vince la sua prima partita in serie A, in trasferta con l'Atalanta per 2-3 il 14 settembre 2024. Conclude la stagione al decimo posto, quarto miglior risultato di sempre nella massima serie del Como.

## Colori e simboli

### Colori

Stefano Borgonovo nella stagione 1986-1987 con una divisa da trasferta biancorossa.

Storicamente, il colore identificativo del Como è stato l'azzurro, tradizionalmente inserito sulla maglia a tinta unita, a cui si accompagnava il bianco come colore riservato ai pantaloncini e ai dettagli; quest'ultima tinta, tuttavia, nei primi decenni di vita del club godeva di maggior spazio sulla casacca lariana, grazie al ricorso a template crociati, fasciati o palati. Nel terzo millennio il colore sociale tende a declinarsi nel blu reale, da cui deriva anche il soprannome di biancoblù. Per quanto concerne le divise da trasferta, queste sono tipicamente l'inverso di quelle casalinghe, con occasionali eccezioni dovute alle mode cromatiche del momento.
Nel 1926, quando la società si fuse con l'Esperia nell'Associazione Calcio Comense, si scelse il colore rosso granata, che apparve però solo sporadicamente sulle maglie. Né miglior fortuna ebbe il verde adottato nel 1938 in seguito alla fusione con l'A.S. Ardita.

### Simboli ufficiali

#### Stemma
L'elemento caratterizzante praticamente tutti i loghi che il Como si è dato nel corso dei decenni è lo stemma araldico cittadino (di rosso alla croce d'argento centrata): in alcuni casi (come nel campionato di Serie A 1949-1950) proprio tale scudetto crociato fu adottato a tutti gli effetti come emblema sociale e cucito sulle maglie da gioco.
Altro elemento che ricorre negli stemmi del club sono i richiami di vario tipo al lago di Como.
Tra i primi stemmi noti della società vi è quello adottato nel 1919: un pallone di colore marrone, cinto trasversalmente da una fascia bianca recante il nome della città e lo stemma araldico comunale.
Col cambio di denominazione in A.C. Comense lo stemma assunse foggia circolare: nella parte superiore dello scudo (colorata d'azzurro) trovava posto il nome sociale, accompagnato da una stella bianca a cinque punte; nella sezione inferiore invece compariva la croce bianca in campo rosso mutuata dal blasone civico.
A partire dagli anni 1950 fece la sua comparsa un simbolo assai longevo: uno scudo francese moderno azzurro con la riproduzione dello stemma comunale comasco inscritta nell'angolo sinistro superiore. Nello spazio libero hanno trovavato spazio col passare degli anni varie scritte: dalla sola denominazione sociale a simboli richiamanti il palmarès del club, nonché (in determinate circostanze) allusioni ad anniversari di fondazione particolari (quali il cinquantesimo nel 1957 e l'ottantesimo nel 1987). Da segnalare anche la soluzione adottata sulle maglie da gioco nella stagione 1975-1976: un cerchio azzurro con lo stemma civico nella parte bassa e la ragione sociale disposta "ad arco" nella metà superiore.
Nel marzo 1984, in vista di un possibile ritorno in Serie A, venne bandito un concorso popolare per dotare la società di un nuovo identificativo, logo o stemma che fosse. Vennero imposti come vincolanti l'uso del colore azzurro e dello stemma cittadino e furono suggeriti dei possibili soggetti su cui lavorare, quali il lago, la cattedrale, il Broletto e la bachicoltura: ai cinque bozzetti giudicati migliori sarebbe stato assegnato 1 milione di lire. Le partecipazioni furono 500, tra le quali vennero selezionate le proposte di Massimo Tettamanti, Isabella Della Rosa, Alessandra Vittani, Mario Turconi e Studio Cantiani Como. La decisione sul simbolo vincitore venne rimessa ai tifosi, che a margine della partita Como-Triestina del 10 giugno 1984 ricevettero una scheda di votazione da depositare in apposite urne predisposte allo stadio Sinigaglia. Gli scrutini incoronarono vincitrice la proposta dello Studio Cantiani, avente per protagonista il disegno stilizzato di un uccello lacustre di non chiara identificazione) che spicca il volo da uno specchio d'acqua. La scelta non fu esente da polemiche: molti tifosi accusarono la società (che non aveva reso nota la classifica dei cinque bozzetti) di aver falsato la votazione, sostenendo che in realtà il logo più votato fosse stato quello di Mario Turconi, che proponeva una più semplice stilizzazione del lago di Como. Nondimeno l'ambiguità del volatile raffigurato, che alcuni interpretavano come uno svasso, altri come un airone (specie non molto presente nella conca lariana), fu oggetto di discussioni e ironie, con parte della tifoseria che gli attribuì il soprannome el gurgureu ("il gabbiano" in dialetto comasco); l'allora direttore del "La Provincia di Como", Gianni De Simoni, condivise in un editoriale le perplessità della piazza. Gli stessi autori del logo cooperarono ad alimentare la diatriba, sostenendo di essersi ispirati agli aironi dell'oasi del Bassone, zona umida alla periferia di Como del tutto distinta dal lago, che invece il bando indicava tra i soggetti su cui lavorare. Il disegno comunque non fu mai apposto sulle divise da gioco, ma utilizzato solo in ambito istituzionale, nei gagliardetti, nel merchandising e nelle pubblicazioni; da ultimo, nel 2013, esso venne recuperato come simbolo per le squadre giovanili comasche.
Nel 1991 si assistette a un nuovo cambio simbolico: venne introdotto un ancile bianco, contenente al centro lo stemma araldico cittadino sormontato da un'onda d'acqua azzurra; al di sopra di tale disegno compariva il nome della città, mentre al di sotto l'anno di fondazione della squadra, a caratteri azzurri. Tale stemma venne occasionalmente modificato in modo non incisivo, mediante alterazione dell'intensità delle tinte e uso di differenti caratteri tipografici.
Due furono gli stemmi che si succedettero nel 2017, allorché non fu più possibile utilizzare il logo del 1992 (rimasto in mano a una curatela fallimentare). L'effimera F.C. Como sottopose alla piazza tre bozzetti di logo, tra i quali prevalse una proposta che sostanzialmente riprendeva la base dell'ancile bianco e la filosofia dei contenuti: al centro uno scudetto azzurro con il disegno geograficamente accurato del lago di Como (di colore bianco) e nell'angolo superiore sinistro lo stemma araldico cittadino; al di sopra di tale disegno appariva la denominazione sociale, al di sotto l'anno di fondazione. Fallita anche tale società, la subentrata Como 1907 ha optato per un logo sociale del tutto rinnovato, sotto forma di un cerchio bianco contenente lo scudetto comunale sovrastante tre onde d'acqua, il tutto racchiuso in una corona circolare blu recante il nome societario a caratteri stampatelli.
Nel 2019 il cambio di proprietà del Como 1907 ha portato in dote un nuovo logotipo, la cui scelta fu ancora una volta demandata a un sondaggio popolare tra i tifosi: uno scudetto contenente la ragione sociale e il disegno delle onde del lago, sovrapposto a una croce greca; tale disegno viene reso monocromaticamente in blu o bianco a seconda della superficie di applicazione, mentre manca completamente la componente rossa.

Bandiera comunale della città di Como.
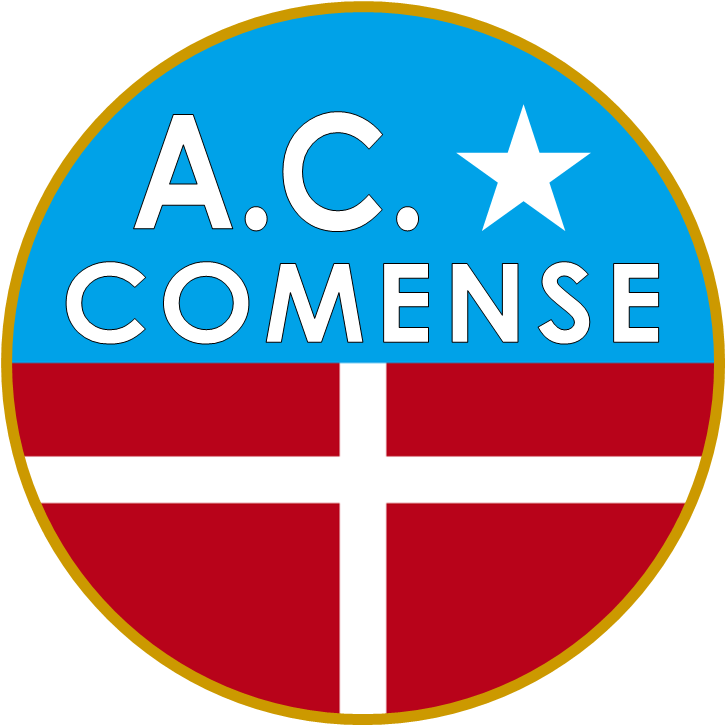
Stemma dell'Associazione Calcio Comense, in uso tra il 1926 e il 1936
Stemma-base adottato (con disparate varianti) tra gli anni 1950 e il 1980
Stemma adottato dalle varie gestioni societarie tra il 1992 e il 2017.
Stemma del F.C. Como, che nel 2017 tentò di acquisire il titolo sportivo comense.
Stemma del Como 1907, in uso dal 2017 al 2019.
Stemma in uso dal 2019.

### Inno
Circa dal 1998 ha assurto al ruolo di inno ufficiale della squadra Comasco dal cuore ubriaco, nato come coro da stadio del gruppo Blue Fans Como sulle note del brano popolare Madonnina dai riccioli d'oro; alla sua notorietà hanno contribuito le incisioni e le pubbliche esecuzioni a opera di cantanti del territorio comense quali Davide Van De Sfroos e i 7grani. Nel 2024 il musicista Nicolò Totaro ha prodotto un medley che unisce il suddetto brano a un altro coro della tifoseria lariana, Ricordo quando ero piccolino, affidandone l'esecuzione a un gruppo di sostenitori.
Ha riscosso successo tra la tifoseria anche un altro brano di Davide Van De Sfroos, Pulenta e galena fregia, dall'album Brèva e Tivàn; nel 2024 il cantante (tifoso azzurro) ha pertanto inciso una versione rivisitata della canzone, Pulenta e galena fregia Stadium version, che contiene nel testo riferimenti espliciti al Como.

### Mascotte
Dal 2017 la mascotte societaria è Ilario, uno svasso azzurro disegnato in attitudine da calciatore, con un pallone e la maglia del club. L'ideazione e la scelta della mascotte è avvenuta mediante un concorso popolare indetto dalla società in occasione del centodecimo anniversario dalla fondazione del Como FBC: tra i bozzetti pervenuti, oltre allo svasso (ancora privo di nome, disegnato dal ventinovenne Mauro Dalla Francesca) vi erano due proposte di bambini, ovvero un volto sorridente modellato a somiglianza del torrione del Castel Baradello e una goccia d'acqua antropomorfa (allegoria del lago di Como), opera rispettivamente di Mattia Pietro, 6 anni, e Riccardo Piazza, 9 anni. La scelta definitiva fu affidata ai tifosi, che il 19 novembre 2017, a margine di una partita di campionato, diedero la maggioranza dei voti allo svasso; la votazione per il nome vide invece contrapporsi "Ilario" e "Lariano", con la vittoria della prima candidatura.
In precedenza, durante la Serie A 2002-2003, la ditta Giochi Preziosi commercializzò articoli su cui compariva Bullo, un bulldog dalle fattezze antropomorfe vestito da calciatore con la maglia del Como.

## Strutture

### Stadio

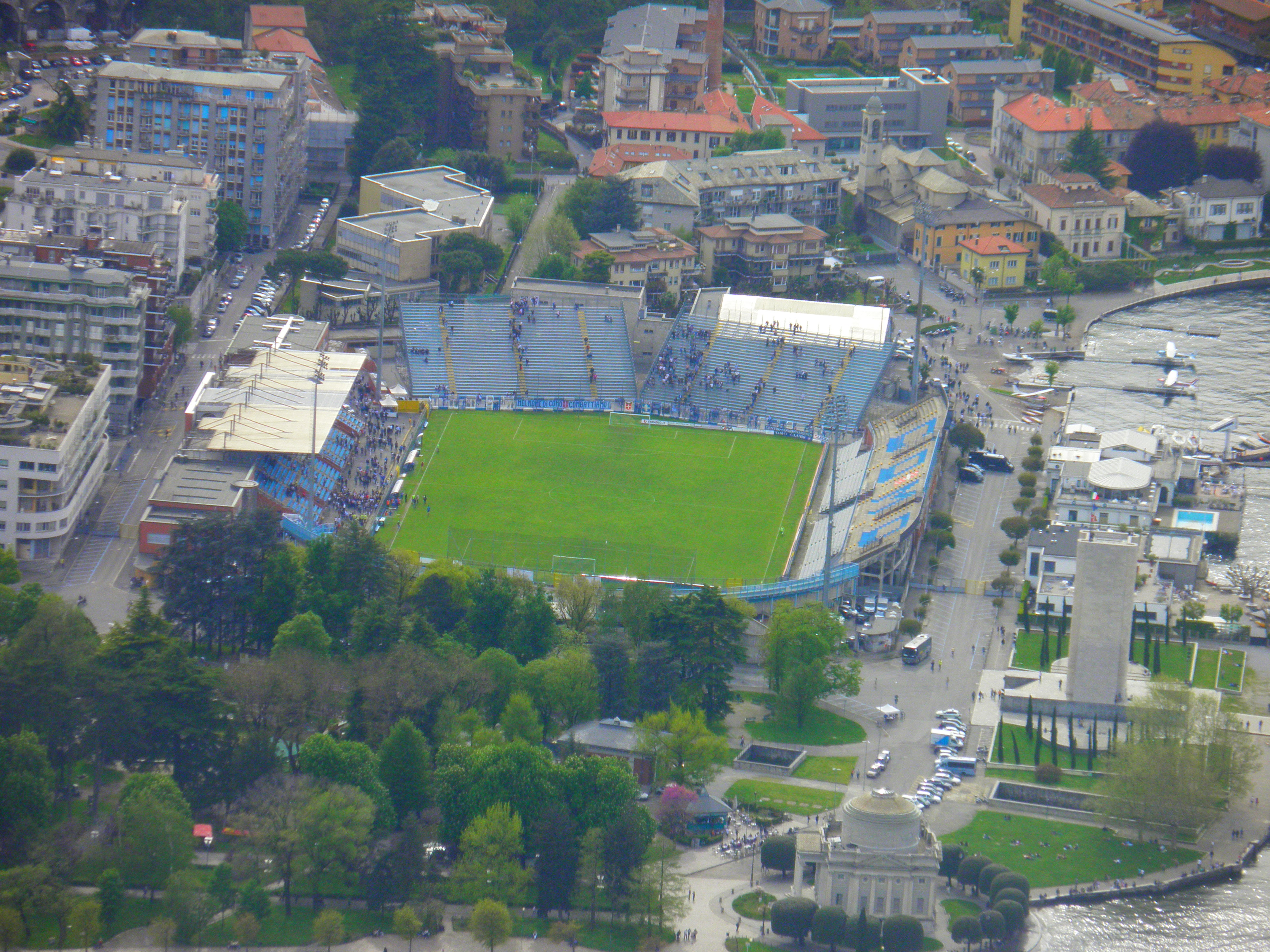
Vista aerea dello stadio Sinigaglia

Il Como gioca le partite casalinghe nello stadio Giuseppe Sinigaglia di Como, inaugurato nel 1927.
- Capienza: 13 602 posti.[56]
  - Tribuna coperta: 2 560 posti.
  - Distinti in cemento: 2 992 posti.
  - Distinti parterre: 1 472 posti.
  - Curva Ovest (Como): 4 948 posti.
  - Curva Est (ospiti): 1 600 posti.
- Dimensione del campo:[56]
  - Lunghezza: 105,40 metri.
  - Larghezza: 68 metri.

### Centro di allenamento

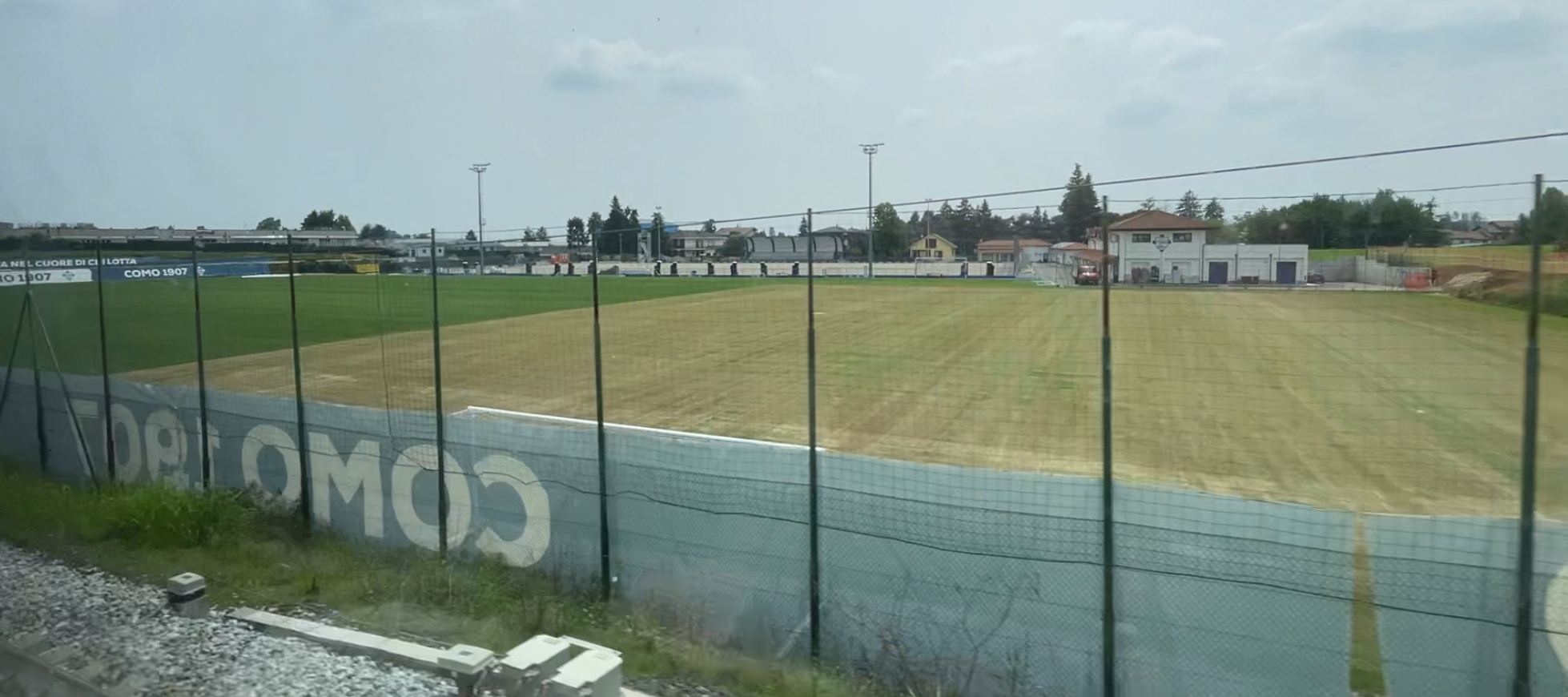
Vista sul centro sportivo di Mozzate

Nel 1980, durante la presidenza di Mario Beretta, fu costruito e inaugurato nel comune di Orsenigo un centro sportivo ad uso di prima squadra e settore giovanile; l'impianto (dotato di tre campi di varia metratura, più edifici di servizio) nel 2008 fu intitolato proprio alla memoria di Beretta. Nel 2016, a seguito del fallimento del Calcio Como, dal momento che il centro era stato intestato alla controllante S3C, la rifondata Como 1907 si trovò impossibilitata a usufruirne; gli allenamenti della prima squadra vennero spostati al centro sportivo di Bregnano, mentre il settore giovanile fu sistemato all'impianto "Lambrone" di Erba. Il "Beretta" non venne poi più riacquisito dal Como (che non presentò un'offerta) cadendo in stato di quasi totale abbandono.
Nell'estate 2020 la società si è aggiudicata all'asta il centro sportivo comunale di Mozzate, che a partire dalla stagione 2022-2023 è diventato la sede e il campo di allenamento della prima squadra (previa opera di ampliamento e potenziamento strutturale).

## Società
Il Como 1907 è una società a responsabilità limitata; dal 2019 l'intero controllo fa capo al socio unico Sent Entertainment Ltd, soggetto giuridico di diritto britannico riconducibile (tramite partecipazioni a cascata) alla holding indonesiana Djarum della famiglia Hartono.

### Organigramma societario
Aggiornato ad agosto 2024
Area direttiva
- Mirwan Suwarso - Presidente
- Francesco Terrazzani - Amministratore delegato (CEO)
- Carlalberto Ludi - Direttore generale e sportivo
- Thierry Daniel Henry - Consiglio amministrativo (investitore/mecenate)

Area organizzativa
- Emanuela Lubian - Segretario Generale
- Fabio Lori - Responsabile amministrazione, finanza e controllo
- Michela Ugge - Responsabile Legale
- Filippo Jaccarino - Segretario settore giovanile

Area comunicazione
- Alessandro Camagni - Responsabile Comunicazione
- Alexandra Bell - Responsabile Comunicazione e Ufficio Stampa
- Cosimo De Luca - Responsabile del Supporto ai Tifosi

Area marketing
- Heidi Dettmer - Capo Marketing
- Veronica Oldani - Direttore Commerciale e Marketing
- Goffredo D'Onofrio - Direttore Como TV
- Giulia Erickson - Responsabile Marketing
- Ryan Shelton - Responsabile Vendite e Entrate

Area tecnica
- Carlalberto Ludi - Direttore sportivo
- Davide Facchin - Collaboratore Area Tecnica
- Christian Bruccoleri - Responsabile Area Scouting
- Osian Roberts - Head of Development
- Ian Torrance - Head of Recruitment
- Giuseppe Calandra - Team Manager
- Francesc Fàbregas Soler - Allenatore
- Daniel Guindos Lopez - Allenatore in seconda
- Andrea Castellani - Preparatore atletico
- Andrea Bernasconi - Preparatore atletico
- Enrico Malatesta - Preparatore dei portieri
- Chris Galley - Video Analyst

Area sanitaria
- Alberto Giughello - Medico sociale
- Simone Gallo - Fisioterapista/Massaggiatore
- José Ángel Calvarro Ordás - Fisioterapista
- Alessandro Pozzoli - Massofisioterapista e osteopata

### Sponsor
| Cronologia degli sponsor tecnici - fino al 1981 non presente - 1981-1982 Umbro - 1982-1991 Adidas - 1991-1994 Umbro - 1994-1996 Devis - 1996-2005 Erreà - 2005-2006 Lotto - 2006-2009 Hawk - 2009-2017 Legea - 2017-2019 HS Football - 2019-2022 Legea - 2022-2024 Erreà - 2024- Adidas |

### Sezione femminile
Nel 2020 la società ha deciso di costituire la propria sezione di calcio femminile, inizialmente con due squadre under 15 e under 17, affidandone lo sviluppo a Elio Garavaglia, già allenatore delle giovanili del Milan e poi collaboratore tecnico in Serie A al Palermo ma con un importante bagaglio di esperienza anche con il calcio femminile.
Partendo dal campionato di Promozione, il quinto e più basso livello nella piramide del campionato di categoria, nel girone Lombardia, la prima squadra, costituita da atlete under 19, è riuscita alla sua seconda stagione, vincendo il girone A dell'edizione 2023-2024, a  guadagnare la promozione in Eccellenza, campionato in cui al termine della stagione 2024-2025 ottiene il secondo posto. Nell'estate 2024 il club annuncia inoltre l'arrivo nello staff tecnico di una delle calciatrici più rappresentative della nazionale statunitense, Heather O'Reilly.
In vista della stagione 2025-2026 il club ha ufficialmente rilevato il titolo sportivo del ChievoVerona FM per la partecipazione al campionato di Serie B, facendo così un doppio salto di categoria.

## Il Como nella cultura di massa
- La vicenda del romanzo La dogana del vento di Folco Quilici (2011) ruota intorno a un immaginario portiere del Como negli anni 1970, in Serie A.[66] Il giocatore, di nome Jorghii Vallodi, è figlio di un'italiana e di un militare cosacco.[66]
- Nel film L'allenatore nel pallone (1984), compare anche il nome del Como (presente nella Serie A dell'epoca); nello specifico, è una delle squadre battute dalla Longobarda, allenata dal protagonista della pellicola Oronzo Canà (interpretato da Lino Banfi). Il nome compare sotto forma di un titolo di giornale riportante la seguente dicitura: "La Longobarda vince anche a Como".

## Allenatori e presidenti
- 1913-1914  Mario Bazzi
- 1914-1915  Gustavo Carrer
- 1915-1919
- 1919-1920  Gustavo Carrer
- 1922-1923  Giuseppe Airoldi
- 1923-1924  Carlo Barini
- 1924-1925  Ernst Furth
- 1926-1927  Gustavo Carrer
- 1927-1929  Guido Ara
- 1929-1930  Giuseppe Airoldi
- 1930-1932  József Lukács
- 1932-1934  Adolfo Baloncieri
- 1934-1935  Luigi Cevenini
- 1935-1938  Cesare Butti
- 1938-1944  Antonio Cetti
- 1944-1945  Angelo Benincasa
- 1945-1946  Giovanni Battista Rebuffo
- 1946-1947  Eraldo Monzeglio
- 1947-1948  József Violak (1ª-8ª)
 Róbert Winkler (9ª-34ª)
- 1948-1951  Mario Varglien
- 1951-1952  Alfredo Mazzoni (1ª-18ª)
 Róbert Winkler (19ª)
 Alfredo Mazzoni (20ª-24ª)
 Róbert Winkler (25ª-38ª)
- 1952-1953  Róbert Winkler e  Martini (1ª-16ª)
 Luigi Bonizzoni (17ª-34ª)
- 1953-1960  Hugo Lamanna
- 1960-1961  Giuseppe Baldini
- 1961-1962  Giuseppe Baldini (1ª-13ª)
 Francesco Tortarolo e  Giulio Cappelli (D.T.) (14ª-38ª)
- 1962-1963  Frank Pedersen e  Giulio Cappelli (D.T.) (1ª-19ª)
 Giovanni Zanollo e  Giulio Cappelli (D.T.) (20ª-25ª)
 Henri-Gérard Augustine e  Giulio Cappelli (D.T.) (26ª-38ª)
- 1963-1965  Vinicio Viani
- 1965-1967  Mario Trezzi
- 1967-1969  Franco Viviani
- 1969-1970  Roberto Lerici (1ª-7ª)
 Maino Neri (8ª-38ª)
- 1970-1971  Gino Giaroli
- 1971-1973  Eugenio Bersellini
- 1973-1975  Giuseppe Marchioro
- 1975-1976  Beniamino Cancian (1ª-12ª)
 Osvaldo Bagnoli (13ª-30ª)
- 1976-1977  Osvaldo Bagnoli
- 1977-1978  Gennaro Rambone (1ª-13ª)
 Luis Suárez (14ª-24ª)
 Narciso Pezzotti (25ª-38ª)
- 1978-1981  Giuseppe Marchioro
- 1981-1982  Giuseppe Marchioro (1ª-14ª)
 Giovanni Seghedoni (15ª-30ª)
- 1982-1984  Tarcisio Burgnich
- 1984-1985  Ottavio Bianchi
- 1985-1986  Roberto Clagluna (1ª-10ª)
 Rino Marchesi (11ª-30ª)
- 1986-1987  Emiliano Mondonico
- 1987-1988  Aldo Agroppi (1ª-13ª)
 Tarcisio Burgnich (14ª-30ª)
- 1988-1989  Rino Marchesi (1ª-24ª)
 Angelo Pereni (25ª-34ª)
- 1989-1990  Giampiero Vitali (1ª-11ª)
 Giovanni Galeone (12ª-29ª)
 Angelo Massola (30ª-38ª)
- 1990-1991  Eugenio Bersellini
- 1991-1992  Pierluigi Frosio
- 1992-1993  Andrea Valdinoci (1ª-14ª)
 Tarcisio Burgnich (15ª-32ª)
- 1993-1995  Marco Tardelli
- 1995-1996  Alessandro Scanziani
- 1996-1997  Alessandro Scanziani (1ª-16ª)
 Gianpiero Marini (17ª-34ª)
- 1997-1998  Mario Beretta (1ª-7ª)
 Enrico Catuzzi (8ª-12ª)
 Mario Beretta (13ª-24ª)
 Giancarlo Centi (25ª-34ª)
- 1998-1999  Giovanni Trainini
- 1999-2000  Walter De Vecchi (1ª-7ª)
 Gianpiero Marini (8ª-24ª)
 Loris Dominissini (25ª-38ª)
- 2000-2002  Loris Dominissini
- 2002-2003  Loris Dominissini (1ª-11ª)
 Eugenio Fascetti (12ª-34ª)
- 2003-2004  Eugenio Fascetti (1ª-38ª)
 Roberto Galia (39ª-46ª)
- 2004-2005  Roberto Galia (1ª-11ª)
 Silvano Fontolan (12ª)
 Simone Boldini (13ª-38ª e play-out)
- 2005-2006  Giacomo Gattuso
- 2006-2007  Marco Falsettini (1ª-17ª)
 Maurizio Parolini (18ª-24ª)
 Ernestino Ramella (25ª-34ª)
- 2007-2008  Ninni Corda
- 2008-2009  Corrado Cotta (1ª-21ª)
 Stefano Di Chiara (22ª-34ª e play-off)
- 2009-2010  Stefano Di Chiara (1ª-9ª)
 Ottavio Strano e  Oscar Brevi (10ª-34ª)
- 2010-2011  Carlo Garavaglia
- 2011-2012  Ernestino Ramella (1ª-19ª)
 Giuseppe Manari (20ª-23ª)
 Vincenzo Chiarenza (24ª-26ª)
 Ernestino Ramella (27ª-34ª)
- 2012-2013  Silvio Paolucci (1ª-24ª)
 Giovanni Colella (25ª-34ª)
- 2013-2014  Giovanni Colella
- 2014-2015  Giovanni Colella (1ª-20ª)
 Carlo Sabatini (21ª-38ª e play-off)
- 2015-2016  Carlo Sabatini (1ª-11ª)
 Gianluca Festa (12ª-31ª)
 Stefano Cuoghi (32ª-42ª)
- 2016-2017  Fabio Gallo
- 2017  Mark Iuliano[67]
- 2017-2018  Antonio Andreucci
- 2018-2020  Marco Banchini
- 2020-2021  Marco Banchini (1ª-9ª, 11ª-13ª)
 Giacomo Gattuso (10ª,[68] 14ª-38ª)
- 2021-2022  Giacomo Gattuso
- 2022-2023  Giacomo Gattuso (1ª-4ª)
 Massimiliano Guidetti[69] (5ª-6ª)
 Moreno Longo (7ª-38ª)
- 2023-2024  Moreno Longo (1ª-2ª, 4ª-13ª)
 Francesc Fàbregas Soler[69] (3ª,[68] 14ª-18ª)
 Marco Cassetti[69] (19ª)
 Osian Roberts (20ª-38ª)
- 2024-  Francesc Fàbregas Soler

- 1907-1912  Mario Bazzi
- 1912-1922  Carlo Verga
- 1922-1926  Eugenio Rosasco
- 1926-1930  Enrico Brambilla
- 1930-1933  Gianni Binda
- 1933-1935  Bruno Pessina
- 1935  Agrippino Porlezza (commissario straordinario)
- 1935-1936  Vittorio De Benedetti
- 1936-1937  Faliero Frigerio
- 1937-1938  Renzo Ferrero
- 1938-1941  Antonio Maspero
- 1941-1942  Luigi Ripamonti
- 1942-1944  Giannetto Bianchi
- 1944-1946  Gigi Colombo
- 1946-1948  Luigi Ballerini
- 1948-1955  Carlo Songia
- 1955-1962  Francesco Ambrosoli
- 1962-1963 Comitato di presidenza
- 1963-1967  Ercole Erba
- 1967-1971  Romildo Roncoroni
- 1971-1980  Alfredo Tragni
- 1980-1983  Mario Beretta
- 1983-1993  Benito Gattei
- 1993-1997  Mario Beretta
- 1997-2003  Enrico Preziosi
- 2003-2005  Aleardo Dall'Oglio
- 2005  Francesco Corrado (curatore fallimentare)
- 2005  Alessandro De Blasi
- 2005-2006  Giangerolamo Barzaghi
- 2006-2008  Vincenzo Angiuoni
- 2008-2011  Antonio Di Bari
- 2011-2012  Amilcare Rivetti
- 2012-2016  Pietro Porro
- 2016-2017  Francesco Di Michele (curatore fallimentare)
- 2017-2019  Massimo Nicastro
- 2019-2021  Michael Gandler (amministratore delegato)
- 2021-2023  Dennis Wise (amministratore unico)
- 2023-2024  Francesco Terrazzani (amministratore delegato)
- 2024-  Mirwan Suwarso

## Calciatori

### Capitani
Di seguito la cronologia dei capitani del Como.
- ... (1907-1961)
- Bruno Ballarini (1961-1970)
- Luigi Paleari (1970-1972)
- Claudio Correnti (1972-1978)
- Roberto Melgrati (1978-1979)
- Adriano Lombardi (1979-1981)
- Silvano Fontolan (1981-1983)
- Giancarlo Centi (1983-1991)
- Paolo Annoni (1991-1993)
- Giacomo Gattuso (1993-1995)
- Roberto Galia (1995-1997)
- Massimiliano Ferrigno (1997-2000)
- Oscar Brevi (da novembre 2000-2002)
- Cristian Stellini (2002-2003)
- Mauro Bressan (2003-2005)

- Aldo Monza (2005-2006)
- Marco Sgrò (2006-2007)
- Roberto Cau (2007-2008)
- Oscar Brevi (2008-2009)
- Michele Franco (da ottobre 2009-2011)
- Orlando Urbano (2011-2012)
- Andrea Ardito (2012-2015)
- Antonio Giosa (2015-2016)
- Giovanni Fietta (2016-2017)
- Davide Sentinelli (2017-2018)
- Federico Gentile (2018-2019)
- Silvano Raggio Garibaldi (2019-2020)
- Luca Andrea Crescenzi (2020-2021)
- Alessandro Bellemo (2021-2024)
- Alessandro Gabrielloni (2024-)

### Il Como e le nazionali di calcio
(Dati aggiornati al 9 giugno 2025)

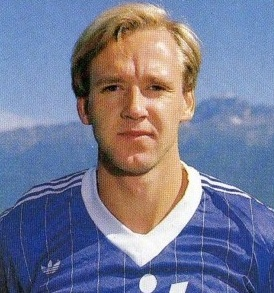
Dan Corneliusson

Giocatori che hanno giocato nella loro Nazionale maggiore durante il periodo di militanza nel Como:
- Pietro Vierchowod –  Italia: 2 presenze (1981).
- Dieter Mirnegg –  Austria: 3 presenze (1981).
- Dan Corneliusson –  Svezia: 8 presenze e 3 gol (1984-1987).
- Dirceu –  Brasile: 2 presenze (1986).[71]
- Vedin Musić –  Bosnia ed Erzegovina: 13 presenze (2001-2003).
- Nikola Lazetić –  Jugoslavia: 2 presenze (2002).
- Stjepan Tomas –  Croazia: 7 presenze (2002-2003).
- Nelson Abeijón –  Uruguay: 3 presenze e 1 gol (2003).[72]
- Doris Fuakuputu –  RD del Congo: 1 presenza (2008).
- Migjen Basha –  Albania: 2 presenze (2016).
- Zito Luvumbo –  Angola: 4 presenze (2021).
- Nikolas Iōannou –  Cipro: 19 presenze (2021-2023).
- Alfred Gomis –  Senegal: 2 presenze (2023).
- Alieu Fadera –  Gambia: 6 presenze (2024-2025).
- Ali Jasim –  Iraq: 9 presenze (2024).
- Nicolás Paz –  Argentina: 3 presenze (2024-2025).
- Mërgim Vojvoda –  Kosovo: 4 presenze (2025).
- Assane Diao –  Senegal: 2 presenze (2025).
- Tasos Douvikas –  Grecia: 1 presenza (2025).

## Palmarès

### Competizioni nazionali

Una formazione lariana della stagione 1985-1986, semifinalista di Coppa Italia.

- Serie B: 3

1948-1949, 1979-1980, 2001-2002
- Coppa Italia Serie C: 1

1996-1997
- Coppa Italia Serie D: 1

2007-2008

### Altre competizioni
- Serie C/Serie C1/Lega Pro: 3

1967-1968 (girone A), 1978-1979 (girone A), 2020-2021 (girone A)
Vincitore Play-off: 2014-15
- Serie D: 2

2007-2008 (girone B), 2018-2019 (girone B)
Vincitore Play-off: 2017-18 (girone A)
- Prima Divisione: 1

1930-1931 (girone finale Nord A)
- Torneo Benefico Lombardo: 1

1944-1945

### Competizioni giovanili
- Campionato Primavera di Serie B: 1

1962-1963
- Campionato Allievi Nazionali: 2

1967-1968, 2016-2017, 2020-2021 (Serie C)
- Campionato Nazionale Dante Berretti: 1

1978-1979
- Trofeo Dossena: 2

1986, 1988

## Statistiche e record

### Partecipazione ai campionati
Nelle 101 stagioni sportive sono escluse quelle disputate a livello regionale fra il 1912 e il 1914, fra il 1919 e il 1922 e fra il 1936 e il 1938. Tra le partecipazioni alla Serie C è incluso anche il campionato di Serie B-C Alta Italia 1945-1946, in cui il Como partecipò come squadra di Serie C.
| Livello | Categoria                   | Partecipazioni | Debutto   | Ultima stagione | Totale |
| ------- | --------------------------- | -------------- | --------- | --------------- | ------ |
| 1º      | Prima Categoria             | 1              | 1914-1915 | 1914-1915       | 16     |
| 1º      | Serie A                     | 15             | 1949-1950 | 2025-2026       | 16     |
| 2º      | Seconda Divisione           | 4              | 1922-1923 | 1925-1926       | 43     |
| 2º      | Prima Divisione             | 2              | 1926-1927 | 1927-1928       | 43     |
| 2º      | Serie B                     | 37             | 1931-1932 | 2023-2024       | 43     |
| 3º      | Prima Divisione             | 3              | 1928-1929 | 1930-1931       | 36     |
| 3º      | Serie Mista B-C Alta Italia | 1              | 1945-1946 | 1945-1946       | 36     |
| 3º      | Serie C                     | 13             | 1935-1936 | 2020-2021       | 36     |
| 3º      | Serie C1                    | 12             | 1978-1979 | 2004-2005       | 36     |
| 3º      | Lega Pro Prima Divisione    | 5              | 2009-2010 | 2013-2014       | 36     |
| 3º      | Lega Pro                    | 2              | 2014-2015 | 2016-2017       | 36     |
| 4º      | Lega Pro Seconda Divisione  | 1              | 2008-2009 | 2008-2009       | 3      |
| 4º      | Serie D                     | 2              | 2017-2018 | 2018-2019       | 3      |
| 5º      | Serie D                     | 3              | 2005-2006 | 2007-2008       | 3      |

| Livello | Categoria       | Partecipazioni | Debutto   | Ultima stagione | Totale |
| ------- | --------------- | -------------- | --------- | --------------- | ------ |
| I       | Prima Categoria | 4              | 1913-1914 | 1921-1922       | 6      |
| I       | Prima Divisione | 2              | 1936-1937 | 1937-1938       | 6      |
| II      | Promozione      | 1              | 1912-1913 | 1912-1913       | 1      |

### Partecipazione alle coppe
| Torneo                          | Partecipazioni | Debutto   | Ultima stagione | Totale |
| ------------------------------- | -------------- | --------- | --------------- | ------ |
| Coppa Italia                    | 56             | 1935-1936 | 2025-2026       | 57     |
| Coppa Alta Italia               | 1              | 1946      | 1946            | 57     |
| Coppa Italia Semiprofessionisti | 1              | 1978-1979 | 1978-1979       | 21     |
| Coppa Italia Serie C            | 12             | 1990-1991 | 2019-2020       | 21     |
| Coppa Italia Lega Pro           | 8              | 2008-2009 | 2016-2017       | 21     |
| Coppa Italia Serie D            | 5              | 2005-2006 | 2018-2019       | 5      |
| Poule scudetto Serie D          | 2              | 2007-2008 | 2018-2019       | 2      |

| Torneo              | Partecipazioni | Debutto   | Ultima stagione | Totale |
| ------------------- | -------------- | --------- | --------------- | ------ |
| Coppa Mitropa       | 1              | 1980-1981 | 1980-1981       | 1      |
| Coppa dell'Amicizia | 2              | 1960      | 1961            | 2      |

### Statistiche di squadra
Record assoluti
- Vittoria più larga in casa:

Como-Modena 7-0 (1914-1915)
Comense-Reggiana 7-0 (1930-1931)
Como-Trezzo 7-0 (1937-1938)
- Vittoria più larga in trasferta:

Vis Nova-Como 0-14 (1942-1943)
- Sconfitta più larga in casa:

Como-U.S. Milanese 1-8 (1919-1920)
- Sconfitta più larga in trasferta:

Juventus-Como 9-0 (1913-1914)
- Pareggio con il maggior numero di reti:

Derthona-Comense 5-5 (1927-1928)
Record in Serie A
- Vittoria più larga in casa:

Como-Lucchese 5-0 (1950-1951)
Como-Udinese 5-0 (1951-1952)
- Vittoria più larga in trasferta:

Juventus-Como 0-3 (1950-1951)
Avellino-Como 1-4 (1985-1986)
Lecce-Como 1-4 (1985-1986)
Lecce-Como 0-3 (2024-2025)
- Sconfitta più larga in casa:

Como-Inter 1-5 (1949-1950)
Como-Juventus 2-6 (1949-1950)
Como-Napoli 0-4 (1981-1982)
Como-Lazio 1-5 (2024-2025)
- Sconfitta più larga in trasferta:

Napoli-Como 7-0 (1950-1951)

### Statistiche individuali
- Maggior numero di reti segnate in una stagione:

28 Marco Romano (1932-1933)
- Maggior numero di reti segnate in una partita:

5 Giulio Longhi vs. Vis Nova (1942-1943)
5 Carlo Dell'Omodarme vs. Cagliari (1959-1960)
- Rete più rapida segnata:

10″ Autorete di Marco Libassi vs. Brescello (1998-1999)
10″ Matteo Chinellato vs. Pistoiese (2016-2017)
- Rete più rapida subita:

10″ Tullio Ghersetich vs. Fiorentina (1952-1953)
- Minuti di imbattibilità:

1008' Antonio Lonardi (1967-1968)
- Minuti di imbattibilità in Serie A:

453' Mario Paradisi (1986-1987)
467' Jean Butez (445') + Pepe Reina (22') (2024-2025)
Di seguito le classifiche dei primatisti per presenze e per reti segnate solo in campionato, play-off o play-out compresi, nella storia della società. In grassetto i giocatori ancora in attività con la maglia del club lombardo.
Dati aggiornati al 18 maggio 2025.
| Record di presenze in campionato - 350 Bruno Ballarini (1958-1970) - 334 Giancarlo Centi (1977-1981, 1983-1991) - 286 Claudio Correnti (1969-1978) - 278 Antonio Cetti (1920-1941) - 277 Luigi Paleari (1965-1973) - 254 Roberto Melgrati (1970-1972, 1973-1980) - 250 Silvano Fontolan (1974-1978, 1979-1983) - 247 Cesare Butti (1925-1938) - 247 Doriano Pozzato (1969, 1970-1976, 1978-1981) - 219 Alessandro Gabrielloni (2018-) - 210 Piero Maronati (1942-1951) - 200 Andrea Ardito (1999-2002, 2009-2015) | Record di reti in campionato - 91 Antonio Cetti (1920-1941) - 71 Marco Romano (1928-1934, 1941-1942) - 63 Alessandro Gabrielloni (2018-) - 57 Giuseppe Baldini (1951-1953, 1955-1960) - 48 Renato Preziati (1923-1925, 1926-1933) - 41 Vittorio Ghiandi (1949-1954) - 41 Luca Cecconi (1995-1998) - 39 Simone Ganz (2014-2016, 2019-2020) - 38 Carlo Maesani (1946-1950) - 38 Benito Meroni (1948-1951) - 35 Ercole Rabitti (1948-1952) |

## Tifoseria

### Storia

Il gruppo ultras della Fossa Lariana negli anni 1980.

A Como, il movimento ultras nacque con il gruppo Fossa Lariana, che contava varie sezioni sparse per l'Italia, si ricorda in particolare quella del Lazio, a metà degli anni 1970. Dopo breve tempo dalla nascita, la Fossa fu affiancata dai Panthers. Tali due gruppi presero in mano le redini della curva, che in seguito passarono ai Maestri Comacini, dopo lo scioglimento della Fossa nel 1990; tuttavia, questo periodo fu abbastanza breve e non lasciò il segno. Successivamente salirono in auge gli Ultras Como, che ripudiarono il classico stile italiano in auge tra gli ultras lariani, caratterizzato da tamburi, striscioni e molto colore, preferendo lo stile inglese. Gli Ultras Como furono poi affiancati da una serie di fazioni di minor portata fin quando i gruppi presenti in Curva Azzurra non decisero di fondersi nei Blue Fans Como (BfC).
I BfC si sciolsero nel 2002; la curva (frattanto riedificata e denominata Curva Como) fu quindi colonizzata da un numero imprecisato di gruppi minori. Tra di essi emersero, in maniera slegata l'uno dall'altro, i Lariani, l'Estrema Fazione, i WBH (white&blue hooligans) e Blacklist Como di matrice ideologica di estrema destra. In seguito il tifo comasco ha subito le conseguenze delle retrocessioni e dei fallimenti della società, riprendendosi a seguito della ripartenza con Nicastro e del successivo passaggio alla proprietà indonesiana Djarum: gli ultrà si sono quindi riorganizzati sotto lo striscione Como 1907, che federa i collettivi Maledetta Gioventù (gruppo guida) e Distinzione Lariana. Completano la Curva Como i gruppi 1907 Como, Brusà, Away 1907, Brianza Biancoblù, Fo’ da Co’, Madness-Tugurio, Veterani, Solo Cylom, Upper Stand, Scum 1907, Old Fans.

### Gemellaggi e rivalità

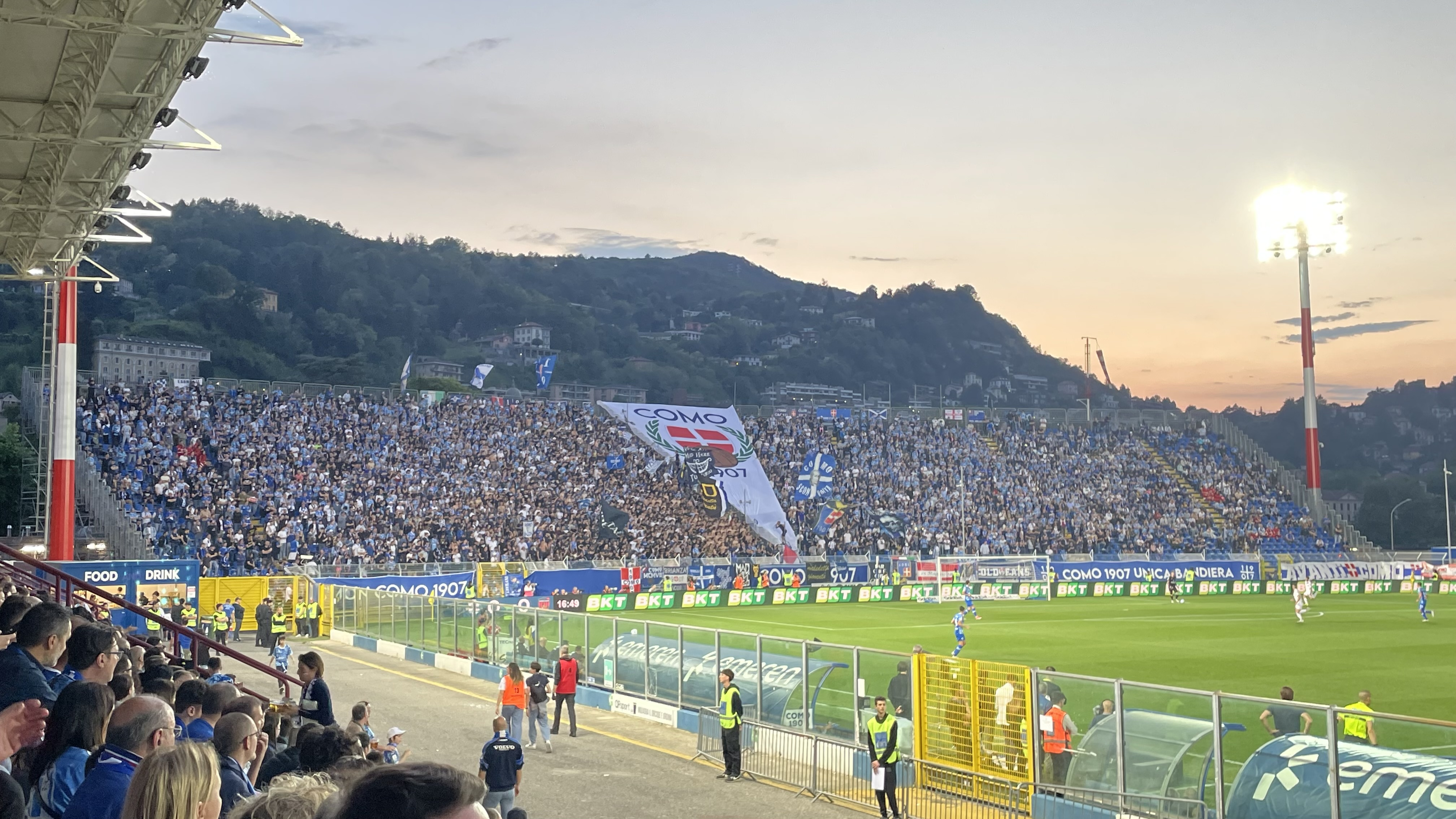
Vista verso la "Curva Como" dello stadio Sinigaglia durante una partita interna del Como

Gli ultras lariani ebbero in passato un gemellaggio con gli ultras del Milan, in particolare con la Fossa dei Leoni e il Gruppo Brasato, favorito anche dalla rivalità tra Milan e Inter: mentre i tifosi di quest'ultima in ambito cestistico tifano per l'Olimpia Milano, i comaschi, data la vicinanza geografica, sostengono la rivale Pallacanestro Cantù.
Altro gemellaggio ci fu con i vicentini, sciolto nel 2013, mentre nel 2011 si sono stretti rapporti con i francesi del Lione. Si registrano anche amicizie tra singoli gruppi con gli ultras della Curva Sud Fabio Di Maio del Treviso e con i supporters del Lucerna.
Le principali rivalità sono quelle con gli ultras del Varese, del Modena, del Lecco, del Livorno e dell'Inter, favorita anche dal gemellaggio con i milanisti. Altre rivalità sono con i monzesi (che ha portato spesso a violenti scontri), con gli atalantini, con i cremonesi,, con i piacentini, con gli spallini, con i bresciani, con i veronesi, con i veneziani e con i palermitani.

## Organico

### Rosa 2025-2026
Rosa aggiornata al 18 agosto 2025.
| N. |                      | Ruolo | Calciatore                        |
| -- | -------------------- | ----- | --------------------------------- |
| 1  | Francia (bandiera)   | P     | Jean Butez                        |
| 2  | Germania (bandiera)  | D     | Marc-Oliver Kempf                 |
| 3  | Spagna (bandiera)    | D     | Álex Valle                        |
| 4  | Italia (bandiera)    | D     | Alberto Dossena                   |
| 5  | Italia (bandiera)    | D     | Edoardo Goldaniga                 |
| 6  | Francia (bandiera)   | C     | Maxence Caqueret                  |
| 7  | Spagna (bandiera)    | A     | Álvaro Morata                     |
| 8  | Spagna (bandiera)    | C     | Sergi Roberto                     |
| 9  | Italia (bandiera)    | A     | Alessandro Gabrielloni (capitano) |
| 10 | Argentina (bandiera) | C     | Nicolás Paz                       |
| 11 | Grecia (bandiera)    | A     | Tasos Douvikas                    |
| 12 | Brasile (bandiera)   | P     | Henrique Lopes Menke              |
| 14 | Spagna (bandiera)    | D     | Jacobo Ramón                      |
| 15 | Italia (bandiera)    | D     | Fellipe Jack                      |
| 17 | Spagna (bandiera)    | A     | Jesús Rodríguez                   |
| 18 | Spagna (bandiera)    | D     | Alberto Moreno                    |
| 19 | Germania (bandiera)  | A     | Nicolas Kühn                      |
| 20 | Croazia (bandiera)   | C     | Martin Baturina                   |
| 22 | Italia (bandiera)    | P     | Mauro Vigorito                    |
| 23 | Argentina (bandiera) | C     | Máximo Perrone                    |
| 26 | Germania (bandiera)  | C     | Yannik Engelhardt                 |

| N. |                           | Ruolo | Calciatore            |
| -- | ------------------------- | ----- | --------------------- |
| 28 | Croazia (bandiera)        | D     | Ivan Smolčić          |
| 31 | Kosovo (bandiera)         | D     | Mërgim Vojvoda        |
| 33 | Francia (bandiera)        | C     | Lucas Da Cunha        |
| 38 | Senegal (bandiera)        | A     | Assane Diao           |
| 42 | Paesi Bassi (bandiera)    | A     | Jayden Addai          |
| 44 | Irlanda (bandiera)        | D     | Naj Razi              |
| 58 | Italia (bandiera)         | C     | Giuseppe Mazzaglia    |
| 63 | Italia (bandiera)         | A     | Patrick Cutrone       |
| 77 | Belgio (bandiera)         | D     | Ignace Van der Brempt |
| 90 | Spagna (bandiera)         | A     | Iván Azón             |
|    | Inghilterra (bandiera)    | C     | Dele Alli             |
|    | Italia (bandiera)         | A     | Andrea Belotti        |
|    | Danimarca (bandiera)      | C     | Oliver Abildgaard     |
|    | Svizzera (bandiera)       | A     | Samuel Ballet         |
|    | Italia (bandiera)         | A     | Alberto Cerri         |
|    | Italia (bandiera)         | D     | Marco Sala            |
|    | Italia (bandiera)         | D     | Tommaso Cassandro     |
|    | Costa d'Avorio (bandiera) | C     | Ben Lhassine Kone     |
|    | Irlanda (bandiera)        | C     | Liam Kerrigan         |
|    | Slovacchia (bandiera)     | D     | Peter Kováčik         |
|    | Iraq (bandiera)           | A     | Ali Jasim             |